# Pilate (Haïti)
Pour les articles homonymes, voir Pilate.
Pilate (Pilat en créole haïtien) est une commune d'Haïti située dans le département du Nord (Arrondissement de Plaisance).
La commune de Pilate est traversée par la rivière Trois Rivières au cœur du massif du Nord.
La ville de Pilate est distante d'une quarantaine de kilomètres de la ville portuaire de Cap-Haïtien.

## Démographie
La commune est peuplée de 49 151 habitants(recensement par estimation de 2009).

## Administration
La commune est composée des sections communales de :
| - Ballon - Baudin - Ravine-Trompette - Joly | - Dubourg - Piment - Rivière-Laporte - Margot |

## Économie
L'économie locale repose sur la culture du café, du cacao et des fruits ainsi que de l'igname.